# Euaulana
Euaulana is een geslacht van wantsen uit de familie van de Tingidae (Netwantsen). Het geslacht werd voor het eerst wetenschappelijk beschreven door Carl John Drake in 1945.

## Soorten
Het genus bevat de volgende soorten:

- Euaulana austrina Drake, 1964
- Euaulana ferritina Drake, 1945
- Euaulana ferritincta Drake, 1945
- Euaulana tasmaniae Drake, 1945